# اورتاجه (جرجر)
اورتاجه (بالكردية: Haburman‏) (بالتركية: Ortaca)‏ هي قرية كرديّة تتبع إداريّاً لمديرية جرجر في محافظة أديامان التركية، بلغ عدد سكانها 307 نسمة في عام 2021.